# ヤンキーとKISS
ヤンキーとKISSは、日本のロックバンド、モーモールルギャバンの8枚目のアルバム。

## 解説
- キングレコードのレーベル「STANDING THERE, ROCKS」からリリース。
- プロデュースはヨシオカトシカズ、ジャケット及びビジュアルデザイナーはアニメーターのすしおを起用している。
- アルバム名は、矢島が高崎在住時にヤンキーに絡まれ殴られそうになった時、咄嗟にヤンキーにKISSをしたら向こうから逃げ出したと言う経験談が由来である[1]。
- 今作も前作『PIRATES of Dr.PANTY』同様デモ音源を生かしたアレンジメントで制作された。

## 収録曲
1. AKABANEの屍 (3:45)
2. ガラスの三十代 (3:49)
リードトラック。PVが作製されている。
3. 亜熱帯心中 (2:43)
『六本木心中』みたいな曲が作りたくて作ったが見事にそうならずにモーモールルギャバンテイストになってしまった[2]。
4. GIKKURI (2:49)
2007年当時(ギタリストのホワイト在籍時)矢島がヘルニアを発症し、矢島がライブを休んでしまった実話を基にしている[2]。
5. ミナロマンス (2:29)
6. ロックミュージック (3:04)
7. 異邦人 (2:59)
8. 贖罪 (2:49)
9. 夢ならば覚めてくれ (2:42)
10. OTOMI (3:01)
11. 彷徨う馬鹿者の全て (2:21)

（作詞・作曲：ゲイリー・ビッチェ、アレンジ：モーモールルギャバン）

## 参加メンバー
- ゲイリー・ビッチェ(矢島剛)：ドラム/ヴォーカル(#1, #2, #3, #4, #6, #7, #8, #9, #10, #11)
- ユコ・カティ(尾家祐子)：キーボード/ヴォーカル (#1, #5, #11)/コーラス/銅鑼(#1, #2)
- T-マルガリータ(丸山知秀)：ベース/コーラス

## 初回限定盤DVD

### PV集
1. さらば人類（監督：番場秀一 (kukuru inc.)）
2. Dr.PANTY（監督：大久保拓朗 (kukuru inc.)）
3. ガラスの三十代（監督：すしお (MAZRI inc.)）
4. 特典映像「ガラスの三十代」Music Video Making（監督：関本敦、山下皇介）